# Bukka I
Bukka ಬುಕ್ಕ್ (1356-1377), también llamado Bukka Raya I, fue el segundo rajá (rey) de la dinastía Sangama, que gobernó el imperio Vijayanagara, en el sur de la India, entre los siglos XIV y XVII.
De la infancia de Bukka (a semejanza de la de su hermano Hakka) apenas existen registros, la mayor parte de lo que sabemos está basado en suposiciones más o menos fundamentadas. Una de estas teorías sitúa a los hermanos como descendientes del clan Kuruba y les sitúa como comandantes del ejército a las órdenes del rey Warangal. Tras la derrota del rey a manos de Muhammad bin Tughluq, Bukka y su hermano fueron apresados y enviados a Delhi, donde se les convirtió al Islam por la fuerza. Consiguieron escapar, retomaron su estilo de vida hindú y fundaron el Imperio Vijayanagara siguiendo los consejos del bráhmna Vidyaranya. Otra teoría, en cambio, sostiene que los hermanos eran comandantes del Imperio Hoysala y habían nacido en las cercanías de la ciudad de Hampi, en Karnataka, y que simplemente heredaron Hoysala. Si bien la fiabilidad de ambas teorías aun es un tema controvertido, está fuera de toda duda que ambos fueron unos estrategas aclamados y que fundaron el Imperio.
Durante los veintiún años de reinado de Bukka Raya (treinta y siete según Fernão Nunes), el reino prosperó y se expandió a costa de la mayoría de reinos independientes de la mitad sur del subcontinente. Hacia 1360 se había anexionado toda la región alrededor de Penukonda tras vencer al reino Sahmbuvaraya (asentado en Arcot) y a los Reddis de Kondavidu. Finalmente, en 1371 conquistó el sultanato de Madurai, añadiendo a sus territorios el importante centro de comercio de Rameswaram. Su familia le acompañó: su hijo Kumara Kamapna combatió a su lado y su mujer, Gangambika, escribió una crónica de la campaña en sánscrito, el Madhuravijayam. En el plazo de tres años, hacia 1374, el imperio absorbió al reino de Orissa, arrebató el doab de los ríos Tungabhadra y Krishna a los bahmaníes y obligó al reino de Jaffna (en Sri Lanka) y a muchos otros pequeños pueblos a lo largo de la costa de Malabar a rendir vasallaje.
El mayor enemigo al que tuvo que hacer frente Vijayanagara en esta época fue el sultanato bahmaní, con quien se disputaba los territorios de la meseta del Decán. Dos imperios fundados al mismo tiempo, geográficamente próximos y con idénticos objetivos militares, estaban llamados a enfrentarse sin cuartel, y así fue hasta la desintegración del sultanato y su posterior división en cinco estados. Poco antes de morir, Bukka trasladó la capital a Hampi, al sur del río, un lugar más seguro y más fácilmente defendible que la anterior capital, Anegondi, y envió una embajada para abrir relaciones diplomáticas con China. A pesar de las guerras y de la aparición espontánea de rebeliones, Bukka fue capaz de expandir la ciudad y de mejorar las infraestructuras, así como de ofrecer mecenazgo a un gran número de escritores, poetas y filósofos. Igualmente, decenas de intelectuales y religiosos fueron educados por Vidyaranya y Sayana.